# Andreas Grassmann
Andreas Grassmann (23. února 1704 Ženklava – 15. března 1783 Berlín) první a jediný český biskup Moravské církve. Zasadil se o státem oficiální přijetí českých exulantských sborů v Berlíně a Českém Rixdorfu do společenství herrnhutské Jednoty.

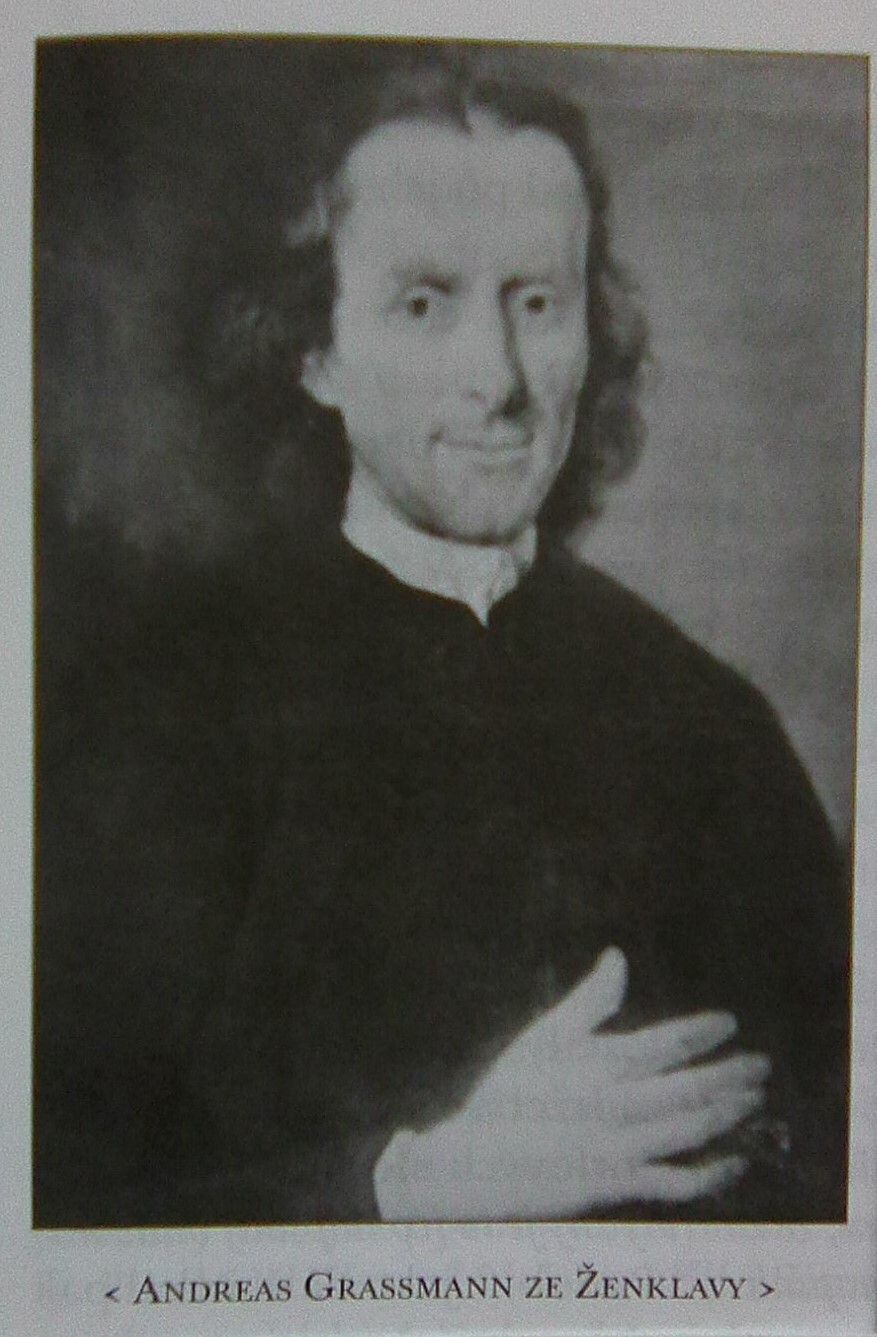

## Ženklava
Jeho otec Jan Grassmann byl v Ženklavě sedlákem, kostelníkem a učitelem, Andreas se vyučil tesařem. Kvůli tajným shromážděním skryté církve a vlastnictví zakázaných knih byl on i jeho nevlastní bratr uvězněn v mokrém sklepení v Novém Jičíně. Na samotce, přikován ke kládě s občasným jídlem a pitím jen dešťové vody, strávil půl roku. Čtvrt roku po propuštění mu byl jezuitou zabaven i katolický Nový zákon a Andreas měl být znovu vsazen do žaláře. Stačil uprchnout a v roce 1728 přišel do Herrnhutu. Po jeho útěku byl ženklavský statek jeho otci konfiskován.

## Moravští bratři
Od roku 1731 cestoval A. Grassmann ve službách herrnhutské bratrské církve. Pracoval v Livonsku, Švédsku, Finsku, Laponsku, Moskvě, Archangelsku, Grónsku, Dánsku, Holštýnsku a Berlíně. Jeho životopis se zachoval (Archiv der Brüderunität in Herrnhut, R.22.28.08). V Herrnhutu si Andreas postavil dům, dne 15. 11. 1738 se oženil v Marienbornu s Rosinou Jäschke (25. července 1712 – 1760). Mezi Čechy v Berlíně pracoval od 26. 10. 1752, dne 17. 5. 1754 byl ordinován jako kazatel a později, dne 5. 7. 1756, se stal českým biskupem.

## Sibiř
K misijní práci mezi Něnci na severozápadu Sibiře nedostali Andreas Grassmann, Daniel Schneider a Matth. Mickschem příslušná povolení, proto byli v Archangelsku zatčeni a později v Petrohradu vězněni po devět týdnů jako švédští špióni. Jiný pramen uvádí místo M. Mickschema jméno Johann Nitschmann mladší.

## Dánsko
V Dánsku působil Grassmann od roku 1745 a strávil tam šest let. Hans Adolph Brorson, dánský biskup v Ribe, pietista a autor jedinečných vánočních chvalozpěvů pozval Grassmanna k sobě a strávil s ním několik dnů v otevřených rozhovorech. Traduje se jeho výrok: „hledejte pomoc ve svých pokušeních u běžného řemeslníka, moravského tesaře“. Tato věta byla v roce 1904 začleněna do církevní historické tradice Dánska.

## Švédsko
Ve výzkumu Grassmannova pobytu ve Švédsku mu švédský badatel Nils Jacobsson dal charakteristiku jako „prakticky nadaného, energického člověka s upřímnou, vřelou a jednoduchou dětskou vírou“. Jacobsson také připouští, že Grassmannovy zprávy o jeho misijní činnosti nejsou zcela spolehlivé.